# Liga de Básquetbol Estatal de Chihuahua 2020
La Liga de Básquetbol Estatal de Chihuahua 2020 se refiere al certamen de la Liga Estatal de Básquetbol de Chihuahua celebrado entre el 24 de enero de 2020 y el 14 de marzo de 2020. El torneo se concluyó sin ningún campeón luego de que fuera primeramente aplazado en marzo y finalmente suspendido en junio debido a la Pandemia por la Covid-19 que azotó a México ese año.

## Sistema de competición
Se sigue un sistema de liga, los nueve equipos se enfrentarán todos contra todos en dos ocasiones, una en campo propio y otra en campo contrario, sumando un total de 18 jornadas.
En cada jornada descansa 1 equipo.

### Cambios debido a la pandemia por la Covid-19
El día martes 17 de marzo se toma la siguiente decisión debido a la Pandemia por la Covid-19:
- La temporada regular finalizó el 14 de marzo, quedando la tabla definida con los resultados dados hasta la jornada 16.
- Automáticamente calificaron los primeros 6 equipos de la tabla a Playoffs, para jugarse estos a partir del 24 de abril.
- Los cuartos de final se jugará a ganar 3 de 5 juegos donde los equipos se enfrentarán de la siguiente manera: 1° vs 6°, 2° vs 5° y 3° vs 4°.
- Los tres equipos ganadores de la etapa de cuartos de final y el mejor perdedor de los cuartos de final jugarán semifinales a ganar 4 de 7 juegos. Los ganadores se enfrentarán en la final a ganar 4 de 7 juegos.

Finalmente la Temporada 2020 terminó siendo cancelada sin un campeón por acuerdo de la mayoría de los dueños.

## Equipos
| Liga de Básquetbol Estatal de Chihuahua 2020 |                          |
| Equipo                                       | Ciudad                   |
| Centauros de Chihuahua                       | Chihuahua, Chihuahua     |
| Cerveceros de Meoqui                         | Meoqui, Chihuahua        |
| Dorados Capital                              | Chihuahua, Chihuahua     |
| Industriales de La Laguna                    | Torreón, Coahuila        |
| Petroleros de Camargo                        | Camargo, Chihuahua       |
| Pioneros de Delicias                         | Delicias, Chihuahua      |
| Potros de Casas Grandes                      | Casas Grandes, Chihuahua |
| Soles de Ojinaga                             | Ojinaga, Chihuahua       |
| Vaqueros de Saucillo                         | Saucillo, Chihuahua      |

## Temporada 2020

### Resultados
| Vaqueros de Saucillo   | 107 - 103 | Industriales de La Laguna | Francisco Chávez   | 24 de enero |
| Soles de Ojinaga       | 86 - 107  | Pioneros de Delicias      | Poliforo Ojinaga   | 24 de enero |
| Centauros de Chihuahua | 114 - 113 | Potros de Casas Grandes   | Rodrigo M. Quevedo | 24 de enero |
| Cerveceros de Meoqui   | 94 - 97   | Dorados Capital           | Carlos Stege       | 24 de enero |

| Industriales de La Laguna | 100 - 123 | Cerveceros de Meoqui   | Auditorio de Torreón | 25 de enero |
| Potros de Casas Grandes   | 80 - 126  | Soles de Ojinaga       | Francisco de Ibarra  | 25 de enero |
| Vaqueros de Saucillo      | 108 - 105 | Centauros de Chihuahua | Francisco Chávez     | 25 de enero |
| Pioneros de Delicias      | 92 - 84   | Petroleros de Camargo  | Municipal Delicias   | 25 de enero |

| Dorados Capital       | 115 - 70 | Industriales de La Laguna | Manuel Bernardo Aguirre | 31 de enero |
| Petroleros de Camargo | 95 - 90  | Potros de Casas Grandes   | Víctor Valles           | 31 de enero |
| Soles de Ojinaga      | 98 - 90  | Vaqueros de Saucillo      | Poliforo Ojinaga        | 31 de enero |
| Cerveceros de Meoqui  | 93 - 84  | Centauros de Chihuahua    | Carlos Stege            | 31 de enero |

| Potros de Casas Grandes | 105 - 127 | Pioneros de Delicias  | Francisco de Ibarra | 1 de febrero |
| Centauros de Chihuahua  | 108 - 99  | Dorados Capital       | Rodrigo M. Quevedo  | 1 de febrero |
| Vaqueros de Saucillo    | 107 - 109 | Petroleros de Camargo | Francisco Chávez    | 1 de febrero |
| Soles de Ojinaga        | 95 - 105  | Cerveceros de Meoqui  | Poliforo Ojinaga    | 1 de febrero |

| Industriales de La Laguna | 97 - 109 | Centauros de Chihuahua | Auditorio de Torreón    | 7 de febrero |
| Dorados Capital           | 89 - 92  | Soles de Ojinaga       | Manuel Bernardo Aguirre | 7 de febrero |
| Petroleros de Camargo     | 78 - 93  | Cerveceros de Meoqui   | Víctor Valles           | 7 de febrero |
| Pioneros de Delicias      | 104 - 90 | Vaqueros de Saucillo   | Municipal Delicias      | 7 de febrero |

| Potros de Casas Grandes | 97 - 111 | Vaqueros de Saucillo      | Francisco de Ibarra | 8 de febrero |
| Soles de Ojinaga        | 107 - 96 | Industriales de La Laguna | Poliforo Ojinaga    | 8 de febrero |
| Petroleros de Camargo   | 91 - 112 | Dorados                   | Víctor Valles       | 8 de febrero |
| Cerveceros de Meoqui    | 95 - 108 | Pioneros de Delicias      | Carlos Stege        | 8 de febrero |

| Centauros de Chihuahua    | 105 - 102 | Soles de Ojinaga      | Rodrigo M. Quevedo   | 14 de febrero |
| Potros de Casas Grandes   | 110 - 133 | Cerveceros de Meoqui  | Francisco de Ibarra  | 14 de febrero |
| Industriales de La Laguna | 109 - 106 | Petroleros de Camargo | Auditorio de Torreón | 14 de febrero |
| Pioneros de Delicias      | 96 - 89   | Dorados               | Municipal Delicias   | 14 de febrero |

| Dorados               | 128 - 80  | Potros de Casas Grandes   | Manuel Bernardo Aguirre | 15 de febrero |
| Petroleros de Camargo | 109 - 121 | Centauros de Chihuahua    | Víctor Valles           | 15 de febrero |
| Cerveceros de Meoqui  | 131 - 130 | Vaqueros de Saucillo      | Carlos Stege            | 15 de febrero |
| Pioneros de Delicias  | 93 - 83   | Industriales de La Laguna | Municipal Delicias      | 15 de febrero |

| Soles de Ojinaga        | 113 - 97  | Petroleros de Camargo     | Poliforo Ojinaga    | 21 de febrero |
| Vaqueros de Saucillo    | 82 - 88   | Dorados                   | Francisco Chávez    | 21 de febrero |
| Potros de Casas Grandes | 113 - 124 | Industriales de La Laguna | Francisco de Ibarra | 21 de febrero |
| Centauros de Chihuahua  | 91 - 103  | Pioneros de Delicias      | Rodrigo M. Quevedo  | 21 de febrero |

| Dorados Capital           | 103 - 86  | Cerveceros de Meoqui   | Manuel Bernardo Aguirre | 22 de febrero |
| Industriales de La Laguna | 110 - 125 | Vaqueros de Saucillo   | Auditorio de Torreón    | 22 de febrero |
| Potros de Casas Grandes   | 124 - 123 | Centauros de Chihuahua | Francisco de Ibarra     | 22 de febrero |
| Pioneros de Delicias      | 107 - 101 | Soles de Ojinaga       | Municipal Delicias      | 22 de febrero |

| Petroleros de Camargo  | 99 - 111 | Pioneros de Delicias      | Víctor Valles      | 28 de febrero |
| Soles de Ojinaga       | 127 - 98 | Potros de Casas Grandes   | Poliforo Ojinaga   | 28 de febrero |
| Centauros de Chihuahua | 94 - 111 | Vaqueros de Saucillo      | Rodrigo M. Quevedo | 28 de febrero |
| Cerveceros de Meoqui   | 115 - 63 | Industriales de La Laguna | Carlos Stege       | 28 de febrero |

| Industriales de La Laguna | 85 - 97   | Dorados Capital       | Auditorio de Torreón | 29 de febrero |
| Potros de Casas Grandes   | 113 - 110 | Petroleros de Camargo | Francisco de Ibarra  | 29 de febrero |
| Centauros de Chihuahua    | 100 - 95  | Cerveceros de Meoqui  | Rodrigo M. Quevedo   | 29 de febrero |
| Vaqueros de Saucillo      | 105 - 107 | Soles de Ojinaga      | Francisco Chávez     | 29 de febrero |

| Dorados Capital       | 71 - 72  | Centauros de Chihuahua  | Manuel Bernardo Aguirre | 6 de marzo |
| Petroleros de Camargo | 98 - 106 | Vaqueros de Saucillo    | Víctor Valles           | 6 de marzo |
| Pioneros de Delicias  | 132 - 73 | Potros de Casas Grandes | Municipal Delicias      | 6 de marzo |
| Cerveceros de Meoqui  | 98 - 103 | Soles de Ojinaga        | Carlos Stege            | 6 de marzo |

| Centauros de Chihuahua | 85 - 90   | Industriales de La Laguna | Rodrigo M. Quevedo  | 7 de marzo |
| Vaqueros de Saucillo   | 86 - 98   | Pioneros de Delicias      | Francisco Chávez    | 7 de marzo |
| Soles de Ojinaga       | 107 - 91  | Dorados Capital           | Poliforo de Ojinaga | 7 de marzo |
| Cerveceros de Meoqui   | 114 - 103 | Petroleros de Camargo     | Carlos Stege        | 7 de marzo |

| Vaqueros de Saucillo      | 105 - 62  | Potros de Casas Grandes | Francisco de Ibarra     | 13 de marzo |
| Industriales de La Laguna | 78 - 103  | Soles de Ojinaga        | Auditorio de Torreón    | 13 de marzo |
| Dorados Capital           | 115 - 86  | Petroleros de Camargo   | Manuel Bernardo Aguirre | 13 de marzo |
| Pioneros de Delicias      | 100 - 104 | Cerveceros de Meoqui    | Municipal Delicias      | 13 de marzo |

| Soles de Ojinaga      | 90 - 88   | Centauros de Chihuahua    | Poliforo Ojinaga        | 14 de marzo |
| Petroleros de Camargo | 115 - 100 | Industriales de La Laguna | Víctor Valles           | 14 de marzo |
| Dorados Capital       | 104 - 75  | Pioneros de Delicias      | Manuel Bernardo Aguirre | 14 de marzo |
| Cerveceros de Meoqui  | 123 - 76  | Potros de Casas Grandes   | Carlos Stege            | 14 de marzo |

| Cerveceros de Meoqui      | - | Vaqueros de Saucillo   | Francisco Chávez     | 20 de marzo |
| Petroleros de Camargo     | - | Centauros de Chihuahua | Rodrigo M. Quevedo   | 20 de marzo |
| Potros de Casas Grandes   | - | Dorados Capital        | Francisco de Ibarra  | 20 de marzo |
| Industriales de La Laguna | - | Pioneros de Delicias   | Auditorio de Torreón | 20 de marzo |

| Petroleros de Camargo     | - | Soles de Ojinaga        | Víctor Valles           | 21 de marzo |
| Dorados Capital           | - | Vaqueros de Saucillo    | Manuel Bernardo Aguirre | 21 de marzo |
| Industriales de La Laguna | - | Potros de Casas Grandes | Auditorio de Torreón    | 21 de marzo |
| Pioneros de Delicias      | - | Centauros de Chihuahua  | Municipal Delicias      | 21 de marzo |

Fuente: Rol de Juegos LBE 2020

### Clasificación
|                                                                           | Equipo                    | J  | G  | P  | PF   | PC   | DP   | Puntos |
| ------------------------------------------------------------------------- | ------------------------- | -- | -- | -- | ---- | ---- | ---- | ------ |
| 1                                                                         | Pioneros de Delicias      | 14 | 12 | 2  | 1457 | 1290 | 167  | 26     |
| 2                                                                         | Soles de Ojinaga          | 15 | 11 | 4  | 1557 | 1434 | 123  | 26     |
| 3                                                                         | Cerveceros de Meoqui      | 15 | 10 | 5  | 1602 | 1450 | 152  | 25     |
| 4                                                                         | Dorados Capital           | 14 | 9  | 5  | 1398 | 1224 | 174  | 23     |
| 5                                                                         | Vaqueros de Saucillo      | 14 | 7  | 7  | 1463 | 1404 | 59   | 21     |
| 6                                                                         | Centauros de Chihuahua    | 14 | 7  | 7  | 1175 | 1192 | -17  | 20     |
| 7                                                                         | Petroleros de Camargo     | 14 | 5  | 9  | 1301 | 1375 | -74  | 19     |
| 8                                                                         | Industriales de La Laguna | 14 | 2  | 12 | 1308 | 1523 | -215 | 16     |
| 9                                                                         | Potros de Casas Grandes   | 14 | 1  | 13 | 1210 | 1579 | -369 | 14     |
| Fuente: Liga de Básquetbol Estatal de Chihuahua; actualización automática |                           |    |    |    |      |      |      |        |

- Clasificado a Playoffs.

### Playoffs
La postemporada fue finalmente cancelada, originalmente esta iba a ser jugada por los equipos Pioneros de Delicias, Soles de Ojinaga, Cerveceros de Meoqui, Dorados Capital, Vaqueros de Saucillo y Centauros de Chihuahua.

### Juego de Estrellas
El Juego de Estrellas 2020 se realizó el domingo 1 de marzo en el Gimnasio Manuel Bernardo Aguirre de Chihuahua, casa de los Dorados Capital.
En un duelo de poder el equipo de Alex Garay vence 137-134 al Raúl Delgado, siendo nombrado el MVP Jeff Early Jr. de los Cerveceros de Meoqui.

#### Equipos[4]
| Nombre                                          | Equipo           | Pos              |                  |
| Quinteto Inicial                                | Quinteto Inicial | Quinteto Inicial | Quinteto Inicial |
| ----------------------------------------------- | ---------------- | ---------------- | ---------------- |
| Donell Cooper II                                | Pioneros         | PG               |                  |
| Isaiah Jamal Wilkerson                          | Centauros        | SG               |                  |
| Tyshon Pickett                                  | Potros           | SF               |                  |
| Leon Henry Gibson II                            | Pioneros         | SF               |                  |
| Xavier Decensae White                           | Industriales     | SF               |                  |
| Reservas                                        |                  |                  |                  |
| Raúl Eduardo Delgado Cruz                       | Pioneros         | SG/SF            |                  |
| José Pablo Santana Corral                       | Centauros        | SF               |                  |
| Alan Amador Olivas Baca                         | Centauros        | PG/SG            |                  |
| Josué Rodríguez Quintana                        | Industriales     | F                |                  |
| Rayes Tony Gallegos                             | Industriales     | SG               |                  |
| José Carlos Zesati Espinoza                     | Pioneros         | PF               |                  |
| Benjamin James Puckett Sr.                      | Centauros        | C                |                  |
| Entrenador: Robert Lagos Pizarro (Pioneros)     |                  |                  |                  |
| Asistente: Jorge Valverde Hernández (Centauros) |                  |                  |                  |

| Nombre                                        | Equipo           | Pos              |                  |
| Quinteto Inicial                              | Quinteto Inicial | Quinteto Inicial | Quinteto Inicial |
| --------------------------------------------- | ---------------- | ---------------- | ---------------- |
| Kennedy Fitzgerald Jones Jr.                  | Dorados          | PG               |                  |
| Santiago Alejandro Garay Lozoya               | Soles            | SF               |                  |
| Michael Hays Lizarraga                        | Vaqueros         | SF               |                  |
| Idris Ibn Dawud Alvarado                      | Dorados          | SF/PF            |                  |
| Brandon West Jr.                              | Dorados          | C                |                  |
| Reservas                                      |                  |                  |                  |
| Christopher Randolph Blake                    | Petroleros       | SG               |                  |
| Jeff Early Jr.                                | Cerveceros       | SG               |                  |
| Ishmael Maurice Paz Hollis                    | Cerveceros       | PF/C             |                  |
| Jesse Aarón López Flores                      | Vaqueros         | PF/C             |                  |
| Diego Herrera Ascensión                       | Petroleros       | SF               |                  |
| Jevonlean Hedgeman                            | Cerveceros       | PF/C             |                  |
| Gary Ricks Mondragón Jr.                      | Soles            | SG               |                  |
| Entrenador: Lewis Lasalle Taylor (Cerveceros) |                  |                  |                  |
| Asistente: Gustavo Quintero Pereda (Soles)    |                  |                  |                  |

 =  Cuenta con nacionalidad mexicana. 

#### Concurso de Habilidades
| Pos | Jugador                       | Equipo                   | 1ª Ronda | 2ª Ronda | Ronda Final |
| --- | ----------------------------- | ------------------------ | -------- | -------- | ----------- |
| PG  | Luis Federico Quintero Pereda | Soles                    | 18.35s   | 16.94s   | 16.58s      |
| SG  | Jeff Early Jr.                | Cerveceros               | 21.10s   | 16.58s   | 16.68s      |
| SG  | Jay Vigil                     | Potros                   | 27.34s   | 17.75s   | DNQ         |
| PG  | José Luis Bucio González      | Dorados                  | 18.37s   | 19.54s   | DNQ         |
| SG  | Emiliano Hernández            | Academia Bulldogs SUB 17 | 18.75s   | 32.82s   | DNQ         |

#### Concurso de Triples
| Pos   | Jugador                           | Equipo                   | 1ª Ronda | Ronda Final |
| ----- | --------------------------------- | ------------------------ | -------- | ----------- |
| PF/C  | Ishmael Maurice Paz Hollis        | Cerveceros               | 20       | 21          |
| PG    | Kennedy Fitzgerald Jones Jr.      | Dorados                  | 18       | 18          |
| SG    | Isaiah Jamal Wilkerson            | Centauros                | 20       | 16          |
| SG    | Rayes Tony Gallegos               | Industriales             | 17       | DNQ         |
| PG/SG | Luis Francisco Rodríguez Quintana | Centauros                | 16       | DNQ         |
| PF/C  | Alex Kaye Williams                | Pioneros                 | 13       | DNQ         |
| SF    | Tyshon Pickett                    | Potros                   | 13       | DNQ         |
| SG    | Luis Alfonso Granados             | Promoción LBE            | 9        | DNQ         |
| SG    | Jeff Early Jr.                    | Cerveceros               | 7        | DNQ         |
| SF    | Michael Hays Lizarraga            | Vaqueros                 | 6        | DNQ         |
| SG    | Manuel Rafael Vega                | Mineros de Parral SUB 17 | 2        | DNQ         |

 =  Cuenta con nacionalidad mexicana. 

#### Concurso de Clavadas
| Pos | Jugador                    | Equipo     | 1ª Ronda | 2ª Ronda | 3ª Ronda | Total |
| --- | -------------------------- | ---------- | -------- | -------- | -------- | ----- |
| SG  | Ronald Lawton Jr.          | Potros     | 42       | 28       | 50       | 120   |
| SG  | Christopher Randolph Blake | Petroleros | 45       | 28       | 43       | 116   |
| SG  | Jeff Early Jr.             | Cerveceros | 38       | 30       | 42       | 110   |